# Казе Валезе (Терамо)
Казе Валезе (итал. Case Vallese) је насеље у Италији у округу Терамо, региону Абруцо.
Према процени из 2011. у насељу је живело 51 становника. Насеље се налази на надморској висини од 63 м.